# V598 Возничего
V598 Возничего (лат. V598 Aurigae) — одиночная переменная звезда в созвездии Возничего на расстоянии (вычисленном из значения параллакса) приблизительно 3923 световых лет (около 1203 парсеков) от Солнца. Видимая звёздная величина звезды — от +12,1m до +11,6m.

## Характеристики
V598 Возничего — оранжевая эруптивная переменная звезда типа RS Гончих Псов (RS:) спектрального класса K. Эффективная температура — около 4094 K.